# Слідство ведуть ЗнаТоКі. Чорний маклер
«Слідство ведуть ЗнаТоКі. Чорний маклер» — радянський детективний телефільм — перший фільм в серіалі «Слідство ведуть ЗнаТоКі». Прем'єра відбулася 14 лютого 1971 року.

## Сюжет
У суді слухається справа про групу розкрадачів, попереднє слідство яке вів Знаменський. Несподівано всі підсудні разом відмовляються від своїх попередніх свідчень. Тепер керівником і організатором злочинної групи всі в один голос називають не Шахова, який сидить поруч на лаві підсудних, а рядового бухгалтера Шутікова, яким слідство не цікавилося. Шутіков зник, і місцезнаходження його невідоме. Справу повертають на додаткове слідство, а Шахова звільняють з-під варти прямо в залі суду.
Знаменський не здивований тим, що сталося. Ще до суду він отримував анонімні листи, в яких його попередили, що підсудні на суді змінять свідчення. ЗнаТоКам ясно, що хтось впливовий, що залишився в тіні, постарався відвести звинувачення від Шахова. Щоб встановити цю особу, потрібно знайти Шутікова, причому терміново: анонім попереджає, що життя бухгалтера в небезпеці.
Опинившись на волі, Шахов дійсно доручає своєму підручному Артуру знайти і вбити Шутікова. Томіну вдається випередити Артура в пошуках втікача бухгалтера. Закулісним диригентом комбінації виявляється родич Шахова, махінатор з довоєнним стажем на прізвисько Чорний маклер. Анонімки Знаменському писала дружина Шахова, втомлена від життя в якості дружини злодія, але не маюча сил для того, щоб відкрито виступити проти чоловіка.
Шахова, вже під прізвищем Сергєєва, з'явиться знову у 8-й справі «Втеча». Через роки після подій «Чорного маклера» вона працює перукарем в провінційному містечку.

## Ролі та виконавці
- Георгій Мартинюк —  Павло Павлович Знаменський
- Леонід Каневський —  Олександр Миколайович Томін
- Ельза Леждей —  Зінаїда Янівна Кібріт
- Борис Іванов —  Михайло Борисович Шахов
- Людмила Богданова —  Олена Романівна, вона ж «Шахиня», дружина Шахова
- Аркадій Песелєв —  Артур Миколайович Кротов, підручний Шахова
- Віра Майорова —  Раєчка
- Сергій Присєлков —  Костянтин Шутіков, бухгалтер
- О. Якуніна —  тітка Шутікова
- Юрій Катін-Ярцев —  Дядя Жора, він же «Чорний маклер»
- Кирило Глазунов —  судовий засідатель
- Тигран Давидов —  Преображенський, підсудний

## Знімальна група
- Режисер — В'ячеслав Бровкін
- Сценаристи — Олександр Лавров, Ольга Лаврова
- Оператор — Борис Лазарев
- Композитор — Марк Мінков
- Художник — Лариса Мурашко